# Charles Thacker
Charles P. (Chuck) Thacker (Pasadena, 26 de fevereiro de 1943 – Palo Alto, 12 de junho de 2017) foi um engenheiro estadunidense.